# 제임스 네이스미스

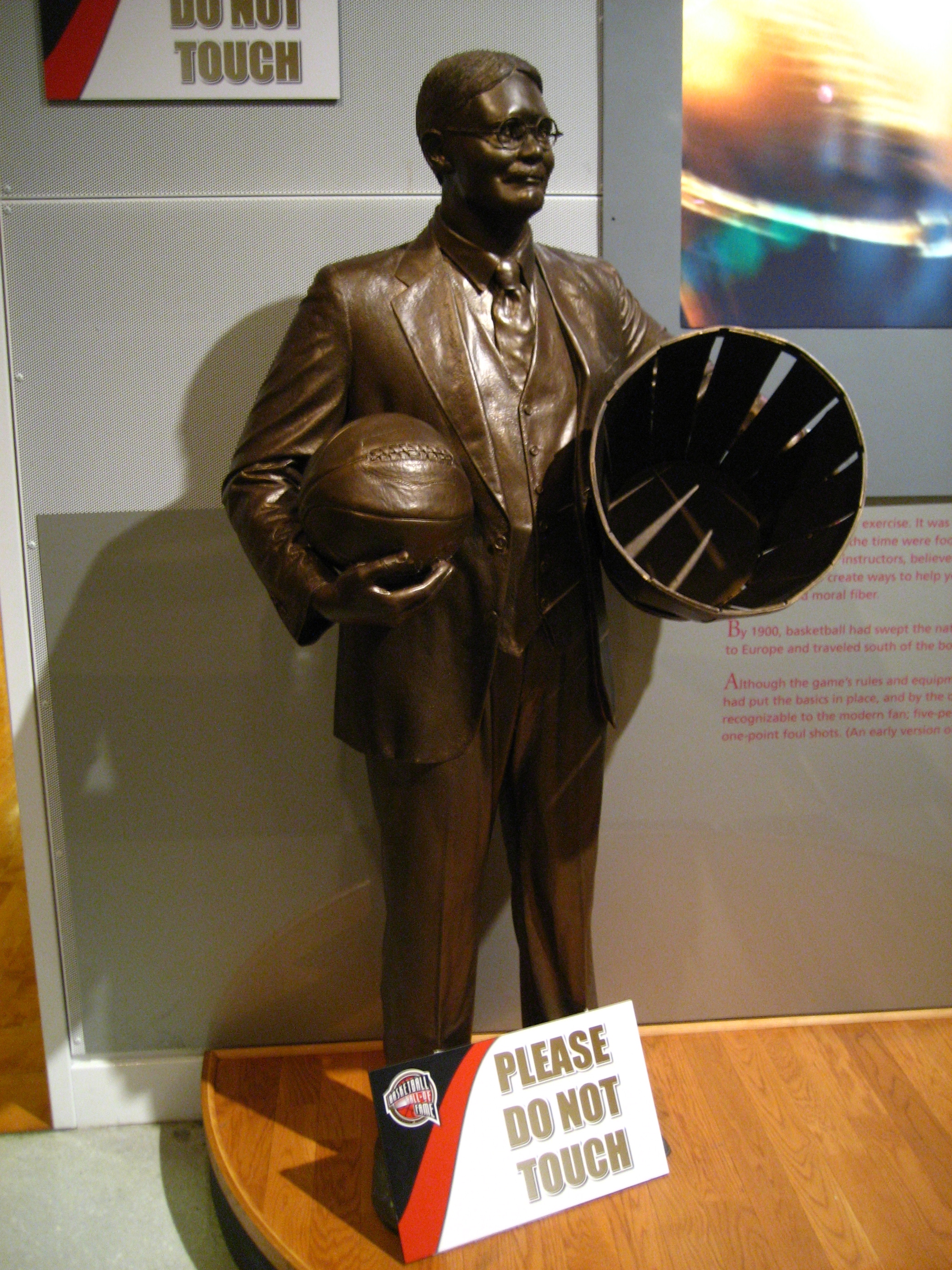
제임스 네이스미스의 동상.

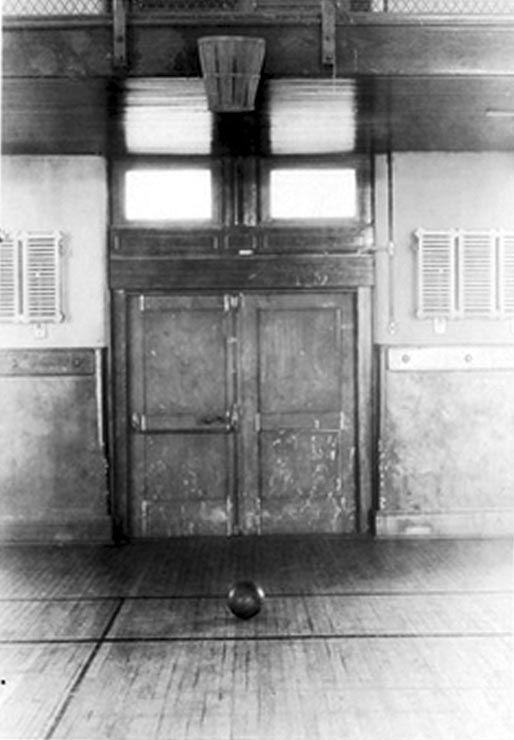
1891년 스프링필드 대학교에 있었던 초기 농구 코트의 모습. 오늘날과 달리 바스켓이 벽에 부착되어 있는 것이 보인다.

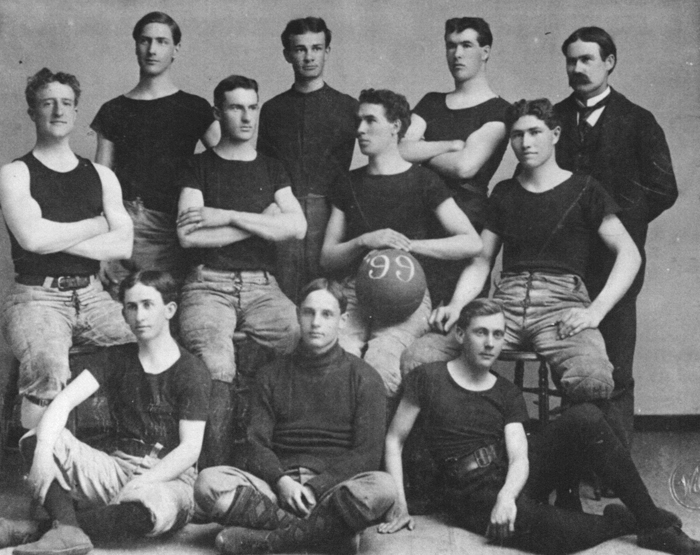
1899년 캔자스 대학교 농구팀의 모습. 맨 뒷줄 오른쪽 끝에 네이스미스가 서있다.

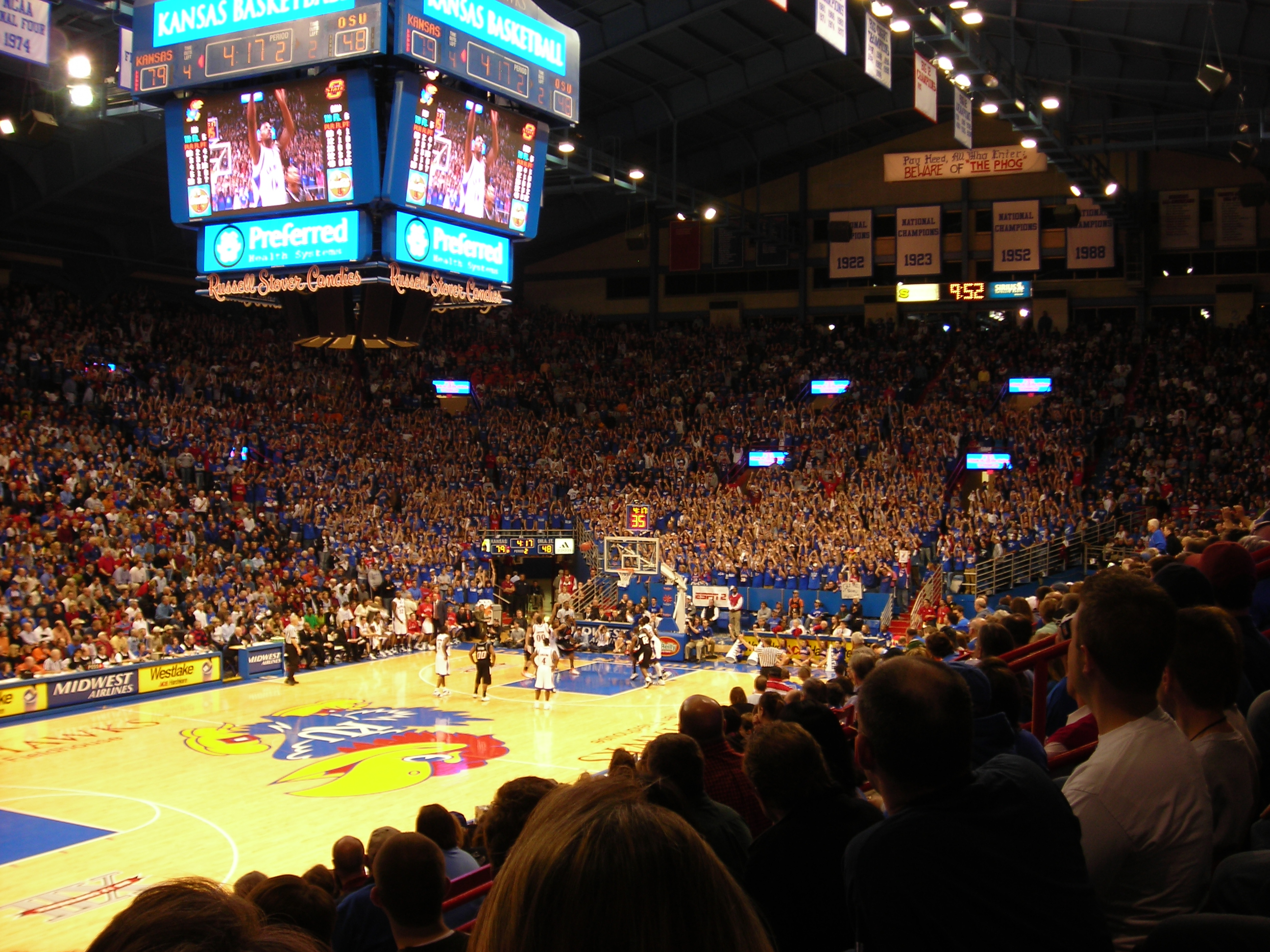
캔자스 대학의 Allen Fieldhouse 실내 경기장에 있는 제임스 네이스미스 코트의 모습.

제임스 네이스미스(영어: James Naismith, 1861년 11월 6일 ~ 1939년 11월 28일)는 스포츠 코치이자 스포츠 관련 발명자였던 캐나다인이다. 그는 캐나다 맥길대학교 졸업하고 난 뒤 1891년 농구를 최초로 고안하였으며, 미식 축구 헬멧을 최초로 발명한 것으로도 잘 알려져 있다. 그는 최초의 농구 규정집을 저술하였으며, 캔자스 대학교의 농구 프로그램을 만들었다. 농구는 그가 타계하기 전인 1904년 하계 올림픽에서 시범 종목으로 채택되었으며 1936년 베를린 올림픽에서는 정식 종목으로 채택되었다.
그는 캔자스 대학교에서 교직원이자 시간제 농구 코치로 몇 년간 일했으며(1898~1907), 이후 이 대학 운동부의 총책임자로도 재직했다.
그는 농구의 창시 및 발전에 기여한 공로로 사후에 많은 관련 단체 명예의 전당에 헌액되었다. 그는 캐나다 농구 명예의 전당, 캐나다 올림픽 명예의 전당, 온타리오 스포츠 역사 명예의 전당(Ontario Sports Legends Hall of Fame), 오타와 스포츠 명예의 전당, 맥길 대학교 스포츠 명예의 전당, 캔자스주 스포츠 명예의 전당, 그리고 FIBA 명예의 전당에 헌액되었다. 1959년 설립된 농구 명예의 전당은 그의 이름을 따 네이스미스 기념 농구 명예의 전당(Naismith Memorial Basketball Hall of Fame)으로 명명되었다.

## 성장 과정
네이스미스는 1861년 온타리오주의 램지 타운십(Ramsay Township, 현재의 앨몬트)에서 태어났다. 학교 공부보다는 농장일에 더 재주가 좋았던 그는, 밖에서 공 던지기나 숨바꼭질, 그리고 덕온어락이라는 놀이 등을 즐기며 놀곤 했다. 덕온어락은 중세에 기원을 둔 놀이로, 놀이 참여자 중 한 명이 다른 참여자들로부터 돌을 지키고 있으면 나머지 참여자들이 작은 크기의 돌을 던져 그 돌을 쓰러뜨리는 방식으로 진행된다. 네이스미스는 돌을 쉽게 쓰러뜨리려면 돌을 일직선으로 던지는 것보다는 완만한 포물선을 그리게 던지는 것이 효과적이라는 것을 발견하였으며, 최근에 발견된 자료에 따르면 이러한 원리가 그가 농구를 고안하는 데에 결정적인 영향을 주었다는 사실이 밝혀졌다.
어린 나이에 부모를 잃었던 그는, 삼촌 및 숙모 밑에서 여러 해를 지낸 후 알몬트 근처의 베니스 코너스(Bennies Corners)에 있는 초등학교에 입학했다. 이후 그는 알몬트 고등학교에 진학했으며, 1883년에 졸업했다.

## 맥길 대학교
고등학교를 졸업한 해에 바로 몬트리얼의 맥길 대학교에 입학했다. 키 178 cm(5피트 10.5인치)에 몸무게 76킬로그램(168파운드) 정도의 호리호리한 체격 이었던 그는 다방면에 재능을 타고난 운동 선수였으며, 대학에서 캐나다 풋볼, 축구 및 체조 선수로 활동했다. 대학 풋볼 팀에서는 센터 포지션을 맡았던 그는 일반 경기에 최초로 풋볼 헬멧을 도입하였다. 그는 또한 체조에서도 뛰어난 성적을 거둬 위크스티드(Wicksteed) 메달을 여러 번 수상하였다.
네이스미스는 체육 교육학 학사 학위를 취득했으며(1888), 몬트리얼 장로교 대학(Presbyterian College in Montreal)을 졸업했다.(1890) 1891년부터 체육 교육학을 가르치기 시작했으며 맥길 대학 최초의 운동부 총책임자가 되었다. 그러나 그는 스프링필드의 YMCA 국제 트레이닝 스쿨(스프링필드 대학)에서 체육 교육학을 가르치기 위해 곧 몬트리얼을 떠났다.

## 연대표
다음은 네이스미스가 일생동안 가졌던 직책을 정리한 것이다.
| 위치                                      | 직책                            | 기간                 | 비고 |
| ----------------------------------------- | ------------------------------- | -------------------- | --- |
| Bennie's Corner Grade School (온타리오주) | 초등학생                        | 1867–1875            | |
| 알몬트 고등학교                           | 고등학생                        | 1875–1877, 1881–1883 | 중퇴 후 재입학 |
| 맥길 대학교                               | 대학생                          | 1883–1887            | |
| 맥길 대학교                               | 체육 교육학 강사                | 1887–1890            | Gold Wickstead Medal (1887), Best All-Around Athlete; Silver Cup (1886), first prize for one-mile walk; Silver Wickstead Medal (1885), Best All-Around Athlete; Awarded one of McGill's first varsity letters |
| 맥길 대학교: Thool Seminary               | 신학 교육                       | 1887–1890            | Silver medal (1890), second highest award for regular and special honour work in Theology |
| 스프링필드 칼리지                         | 체육 교육학 강사                | 1890–1895            | 1891년 12월 농구를 고안함 |
| YMCA (덴버)                               | 체육 교육학 강사                | 1895–1898            | |
| 캔자스 대학교                             | 체육 교육학 강사 및 채플 책임자 | 1898–1909            | |
| 캔자스 대학교                             | 농구 코치                       | 1898–1907            | 최초의 대학 농구 코치 |
| 캔자스 대학교                             | 교수 및 대학 의사               | 1909–1917            | 제1차 세계 대전으로 인해 1914년부터 휴직 |
| 캔자스 제1보병연대                        | 군목/대회                       | 1914–1917            | 제1차 세계 대전 참전 |
| 캔자스 제1보병연대 (멕시코 국경)          | 군목                            | 1916                 | |
| 군인 & YMCA 사무관 (프랑스)               | 도덕 및 성교육 강사             | 1917–1919            | |
| 캔자스 대학교                             | Athletic Director               | 1919–1937            | 1937년 명예 퇴직 |